# Gordy Hoffman
Gordy Hoffman (* 1965) ist ein US-amerikanischer Drehbuchautor und Filmregisseur.
Gordy ist der ältere Bruder des Schauspielers Philip Seymour Hoffman. Er schrieb das Drehbuch zum Film Love Liza, in dem sein Bruder die Hauptrolle spielte. Für das Drehbuch zu Love Liza gewann er 2002 den Waldo Salt Screenwriting Award auf dem Sundance Film Festival. Gordy Hoffman ist der Gründer der BlueCat Screenplay Competition, einem Wettbewerb für Drehbuchautoren.